# Неодређени интеграл
У математичкој анализи неодређени интеграл неке функције {\displaystyle f} јесте диференцијабилна функција {\displaystyle F} чији је извод једнак оригиналној функцији {\displaystyle f}. Процес проналажења решења неогређеног интеграла назива се интеграција, и она је супротна од операције диференцирања, која је процес налажења извода неке функције.

## Теоријски увод
Нека је {\displaystyle F} произвољна примитивна функција функције {\displaystyle f} на интервалу {\displaystyle (a,b)}, неодређени интеграл дефинише се као:{\displaystyle \int f(x)dx=F(x)+C,(C=const,a<x<b)}За примитивну функцију 𝐹(𝑥) функције 𝑓(𝑥) на интервалу 𝐼 важи:
- {\displaystyle d\int f(x)dx=f(x)dx}
- {\displaystyle (\int f(x)dx)\prime =f(x)}
- {\displaystyle \int dF(x)=F(x)+C,C\in R}

### Дефиниција
За функцију {\displaystyle F:I\rightarrow \mathbb {R} } се каже да је примитивна (првобитна) функција функције {\displaystyle {f}} дефинисане на истом интервалу, ако важе следећи услови:
- Функција {\displaystyle F} је непрекидна на интервалу {\displaystyle I}
- Функција {\displaystyle F} у свакој унутрашњој тачки интервала {\displaystyle I} има извод, и при том је: {\displaystyle F'(x)=f(x)}.

Скуп свих примитивних функција функције {\displaystyle {f}} на интервалу {\displaystyle I} назива се неодређени интеграл функције {\displaystyle {f}} на интервалу {\displaystyle I} и обележава са {\displaystyle \int f(x)\,dx}, где је {\displaystyle {f}} подинтегрална функција, а {\displaystyle f(x)\,dx} подинтегрални израз.
Теорема 1
Ако је {\displaystyle F} примитивна функција функције {\displaystyle {f}} на интервалу {\displaystyle I}, онда је и свака функција
{\displaystyle F+c}, где је c∈ {\displaystyle \mathbb {R} } произвољна константа, примитивна функција за {\displaystyle {f}} на интервалу {\displaystyle I}.
Доказ.
{\displaystyle (F(x)+c)'=F'(x)+c'=F'(x)=f(x)}
Ако функција {\displaystyle f} има примитивну функцију на интервалу {\displaystyle I}, онда на том интервалу има бесконачно много примитивних функција. Фамилија функција {\displaystyle \{F(x)+c|c\in \mathbb {R} \}\,} представља скуп свих примитивних функција за функцију {\displaystyle {f}} на интервалу {\displaystyle I}, где је {\displaystyle F} једна њена примитивна функција на интервалу {\displaystyle I}.
Теорема 2
Нека су {\displaystyle F} и {\displaystyle G} примитивне функције за {\displaystyle {f}} на интервалу {\displaystyle I}, онда постоји реална константа с таква да важи {\displaystyle G(x)=F(x)+c}, x∈ {\displaystyle I}
Доказ.
Дефинишимо функцију {\displaystyle r(x)=F(x)} − {\displaystyle G(x)} за x∈ {\displaystyle I}. Функције {\displaystyle F} и {\displaystyle G} су непрекидне на интервалу {\displaystyle I} ⇒ функција {\displaystyle r} је непрекидна (као разлика непрекидних функција)
{\displaystyle F} и {\displaystyle G}
су диференцијабилне у {\displaystyle intI} ⇒ функција {\displaystyle r} је диференцијабилна у {\displaystyle intI} (као разлика диференцијабилних функција), и при том важи:
{\displaystyle r'(x)=(F(x)} − {\displaystyle G(x))'=} {\displaystyle F'(x)} − {\displaystyle G'(x)=f(x)} −{\displaystyle f(x)=0}.
Како је извод функције {\displaystyle r} једнак 0 у свакој тачки интервала {\displaystyle I} ⇒ {\displaystyle r} је константна функција на {\displaystyle I}, односно:
{\displaystyle (\exists c\in \mathbb {R} )(\forall x\in I)c=r(x),} ⇒ {\displaystyle c=F(x)} − {\displaystyle G(x)},
те је {\displaystyle G(x)=F(x)+c}, c∈ {\displaystyle \mathbb {R} }, x∈ {\displaystyle I}.
Теорема 3
Нека је функција {\displaystyle F} непрекидна на интервалу {\displaystyle I} и диференцијабилна у {\displaystyle intI}. Тада је : {\displaystyle \int dF(x)=F(x)+c,} c∈ {\displaystyle \mathbb {R} }, x∈ {\displaystyle I}.
Доказ.
{\displaystyle \int dF(x)=\int F'(x)\,dx=\int f(x)\,dx=F(x)+c,} c∈ {\displaystyle \mathbb {R} }, x∈ {\displaystyle I}
Теорема 4
Нека функција {\displaystyle f} има примитивну функцију на интервалу {\displaystyle I}. Тада у унутрашњим тачкама интервала {\displaystyle I} важи:{\displaystyle d\int f(x)\,dx=f(x)\,dx,}.
Доказ.
{\displaystyle d\int f(x)\,dx=dF(x+c)=dF(x)=F'(x)\,dx=f(x)\,dx,}.
Теорема 5
Нека функције {\displaystyle f_{1}} и {\displaystyle f_{2}} имају примитивне функције {\displaystyle F_{1}} и {\displaystyle F_{1}}, редом, на интервалу {\displaystyle I}. Тада функција {\displaystyle f_{1}+f_{2}} има примитивну функцију {\displaystyle F_{1}+F_{2}} на {\displaystyle I}, и важи:
{\displaystyle \int (f_{1}(x)+f_{2}(x))\,dx=\int f_{1}(x)\,dx+\int f_{2}(x)\,dx}
Доказ
{\displaystyle F_{1}} и {\displaystyle F_{2}} примитивне функције за {\displaystyle f_{1}} и {\displaystyle f_{2}} на интервалу {\displaystyle I} ⇒ {\displaystyle F_{1}} и {\displaystyle F_{1}} су непрекидне на {\displaystyle I} и диференцијаблине на {\displaystyle intI} ⇒ Функција {\displaystyle F_{1}+F_{2}} је непрекидна на интервалу {\displaystyle I} и диференцијабилна на {\displaystyle intI}. При том, важи: {\displaystyle (F_{1}(x)+F_{2}(x))'=F'_{1}(x)+F'_{2}(x)=f_{1}(x)+f_{2}(x)}
⇒ функција {\displaystyle f_{1}+f_{2}} има примитивну функцију {\displaystyle F_{1}+F_{2}} на {\displaystyle I}.
{\displaystyle \int f_{1}(x)\,dx=F_{1}(x)+c_{1}} и {\displaystyle \int f_{2}(x)\,dx=F_{2}(x)+c_{2}}, {\displaystyle c_{1},c_{2}\in \mathbb {R} }
⇒ {\displaystyle \int f_{1}(x)\,dx+\int f_{2}(x)\,dx=F_{1}(x)+c_{1}+F_{2}(x)+c_{2}},{\displaystyle c_{1},c_{2}\in \mathbb {R} }.
Једнакост из поставке теореме ће важити ако важи скуповна једнакост:
{\displaystyle \{F_{1}(x)+F_{2}(x)+c|c\in \mathbb {R} \}\,} = {\displaystyle \{F_{1}(x)+F_{2}(x)+c_{1}+c_{2}|c_{1},c_{2}\in \mathbb {R} \}\,},
 а она очигледно важи јер {\displaystyle c_{1}+c_{2}\in \mathbb {R} }.
Теорема 6
Нека функција {\displaystyle f} има примитивну функцију {\displaystyle F} на интервалу {\displaystyle I} и нека је {\displaystyle k\in \mathbb {R} }. Тада функција {\displaystyle kf} има примитивну функцију на {\displaystyle I}, и још ако је k≠0, важи: {\displaystyle \int kf(x)\,dx=k\int f(x)\,dx}.
Доказ.
{\displaystyle F} је примитивна функција функције {\displaystyle f} на интервалу {\displaystyle I}, што значи да је непрекидна на {\displaystyle I}, диференцијабилна на унутрашњости интервала {\displaystyle I} и важи: {\displaystyle F'(x)=f(x)}. Дакле, следи да је и функција {\displaystyle kF} непрекидна и важи: {\displaystyle (kF)'(x)=kF'(x)=kf(x)}, {\displaystyle x\in \mathbb {R} }. ⇒ {\displaystyle kF} је примитивна фукнција функције {\displaystyle kf} на интервалу {\displaystyle I}.
Нека је k≠0. Тада:
 {\displaystyle \int kf(x)\,dx=kF(x)+c}, {\displaystyle c\in \mathbb {R} },
{\displaystyle k\int f(x)\,dx=k(F(x)+c_{1})=kF(x)+kc_{1}}, {\displaystyle c_{1}\in \mathbb {R} }.
Једнакост из поставке теореме ће важити ако важи скуповна једнакост:
{\displaystyle \{kF(x)+c|c\in \mathbb {R} \}\,} = {\displaystyle \{kF(x)+kc_{1}|c_{1}\in \mathbb {R} \}\,}
Заиста, 

{\displaystyle \{kF(x)+kc_{1}|c_{1}\in \mathbb {R} \}\,} ⊆ {\displaystyle \{kF(x)+c|c\in \mathbb {R} \}\,} јер је {\displaystyle kc_{1}\in \mathbb {R} }
{\displaystyle \{kF(x)+c|c\in \mathbb {R} \}\,} ⊆ {\displaystyle \{kF(x)+kc_{1}|c_{1}\in \mathbb {R} \}\,} јер је {\displaystyle c=k{\frac {c}{k}}=kc_{1}\in \mathbb {R} }, k≠0.
Ако је k=0: 

{\displaystyle \int kf(x)\,dx=\int 0\,dx=0+c=c}, {\displaystyle c\in \mathbb {R} },
{\displaystyle k\int f(x)\,dx=0(F(x)+c_{1})=0}, {\displaystyle c_{1}\in \mathbb {R} }.
⇒ нису једнаки за k=0.

Теорема 7.
Нека функција {\displaystyle f} има примитивну фукнцију {\displaystyle F} на интервалу {\displaystyle I}. Тада је функција {\displaystyle {\frac {1}{a}}F(ax+b)} примитивна функција фукције {\displaystyle f(ax+b)} на {\displaystyle I}, {\displaystyle a,b\in \mathbb {R} }, и важи: {\displaystyle \int f(ax+b)\,dx={\frac {1}{a}}F(ax+b)+c}, {\displaystyle c\in \mathbb {R} }.
Доказ.
{\displaystyle F} је примитивна функција функције {\displaystyle f} на интервалу {\displaystyle I} ⇒ {\displaystyle F'(x)=f(x)} , {\displaystyle x\in intI}
⇒ {\displaystyle ({\frac {1}{a}}F(ax+b))'={\frac {1}{a}}(F(ax+b))'(ax+b)'={\frac {1}{a}}f(ax+b)a=f(ax+b)}
⇒ {\displaystyle {\frac {1}{a}}F(ax+b)} је примитивна функција функције {\displaystyle f(ax+b)} на посматраном интервалу.
Ово тврђење је корисно, јер олакшава решавање многих интеграла.
Примери:
{\displaystyle \int (2x+3)^{7}\,dx={\frac {1}{2}}{\frac {(2x+3)^{8}}{8}}+c}
{\displaystyle \int cos(2x+3)\,dx={\frac {1}{2}}sin(2x+3)+c}

## Методи интеграције
Налажење неодређених интеграла елементарних функција је често много теже него налажење извода тих функицја.
Зато постоје многе методе и начини за проналажење интеграла, као што су:
- Линеарност интеграла
- Смена променљиве
- Метод парцијалне интеграције
- Свођење квадратног тринома на канонски облик
- Метода неодређених коефицијената
- Интеграција помоћу рекурентних формула
- Итеграција рационалних функција
- Интеграција тригонометријских функција